# Шаар-Менаше
Шаар-Менаше — населённый пункт и психиатрический комплекс, находящийся в Хайфском округе Израиля, рядом с Пардес-Хана-Каркур в долине Шарон. С коттеджами, построенными поблизости, составляет отдельную административную единицу — Шаар-Менаше.

## Население
По данным Центрального статистического бюро Израиля, население на начало 2020 года составляло 574 человека.

## Психиатрический комплекс
Крупнейшее заведение такого рода в стране. Ближайший город — Пардес-Хана-Каркур. Шаар-Менаше вместе с 20 другими административными единицами составляет региональный совет Менаше, входящий в свою очередь в Хайфский округ.
Площадь территории — 740 дунамов. Имеет 12 отделений, отделение неотложной помощи. Возраст пациентов — 18 лет и старше.
Обслуживает 2,5 тыс. пациентов в год. Имеет 420 коек.
Сотрудничает с медицинским факультетом Техниона. Имеет также контакты с Бар-Иланским университетом, проводящим подготовку студентов в области клинической криминологии. Центр также располагает отделением с особыми условиями безопасности.
В центре разработаны методы лечения буйных пациентов.
Число коек по отделению реабилитации — 72.
В 2007 году из центра совершил побег Хусейн Махмуд Аскор, наблюдавшийся там по решению правосудия. Это был первый побег из клиники за предыдущие пять лет.
В центре также есть бывшие узники концлагерей и люди пережившие Холокост и погромы в Восточной Европе, всего около 80 человек. От пациентов не требуется надевать пижаму — многим из них это напоминает тюремную одежду в концлагерях.